# برنامج العمارة الترابية للتراث العالمي
برنامج العمارة الترابية للتراث العالمي (WHEAP) هو مبادرة لليونسكو لتعزيز العمارة الترابية تأسس سنة 2007 واستمر حتى عام 2017.

## المواقع

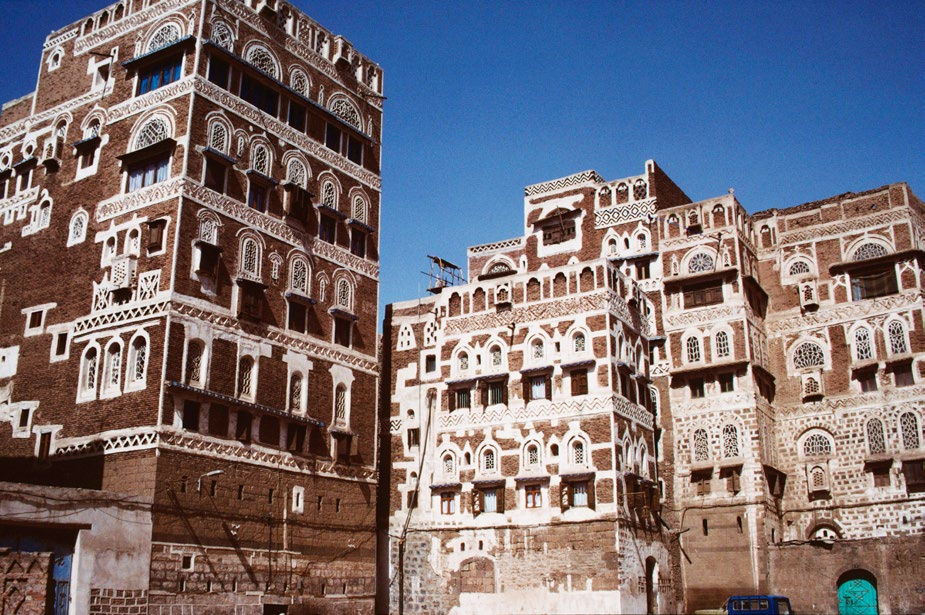
صنعاء التاريخية

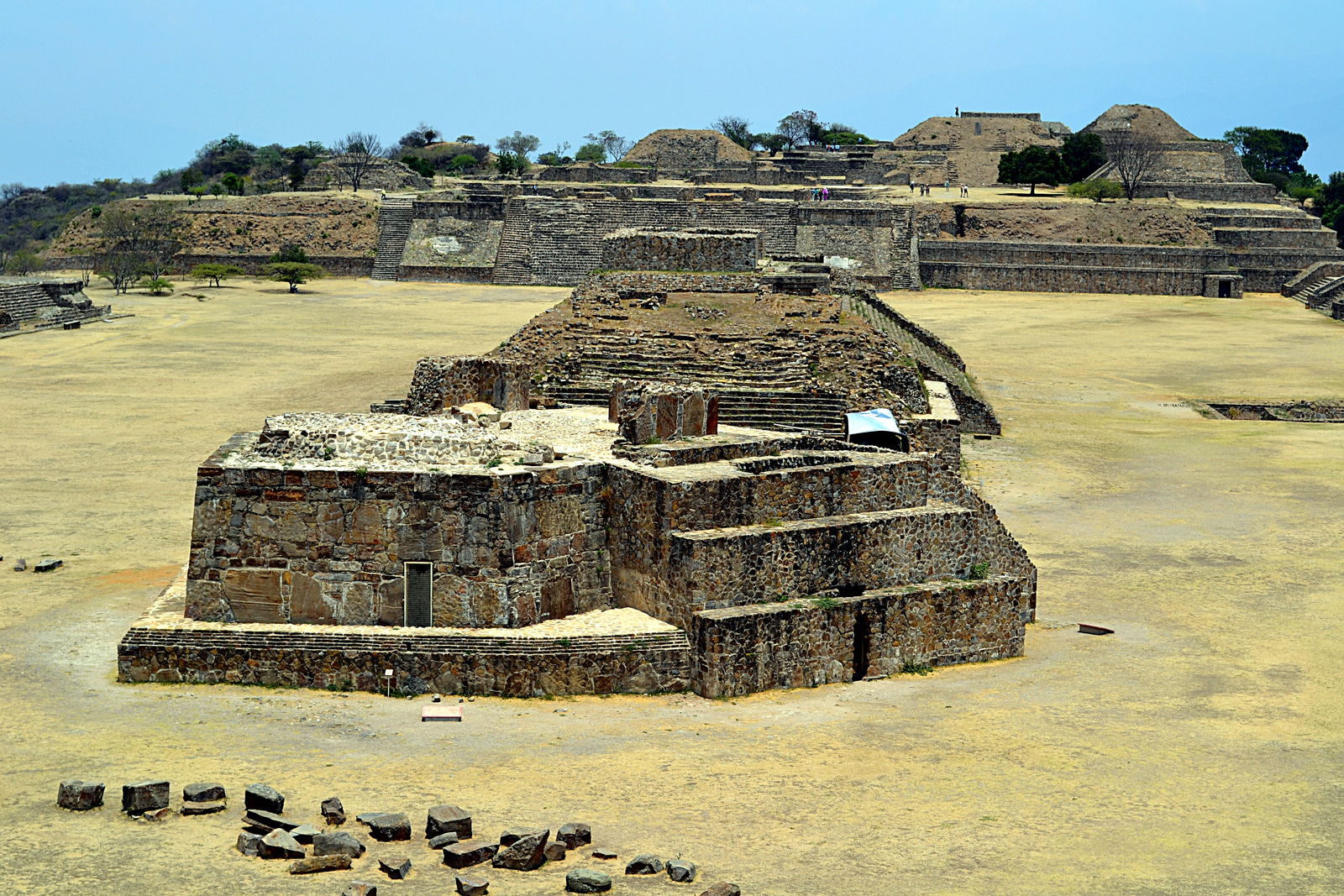
مونتي ألبان

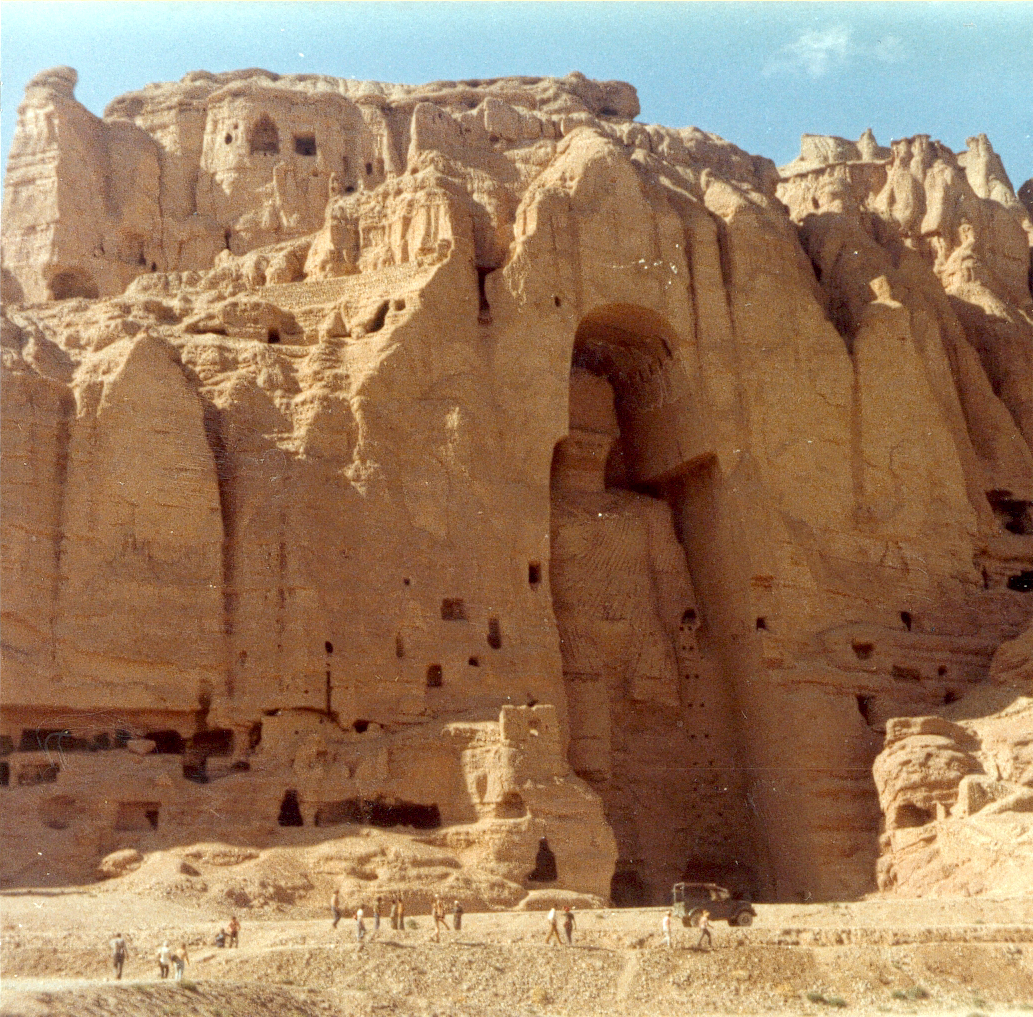
بوذا باميان

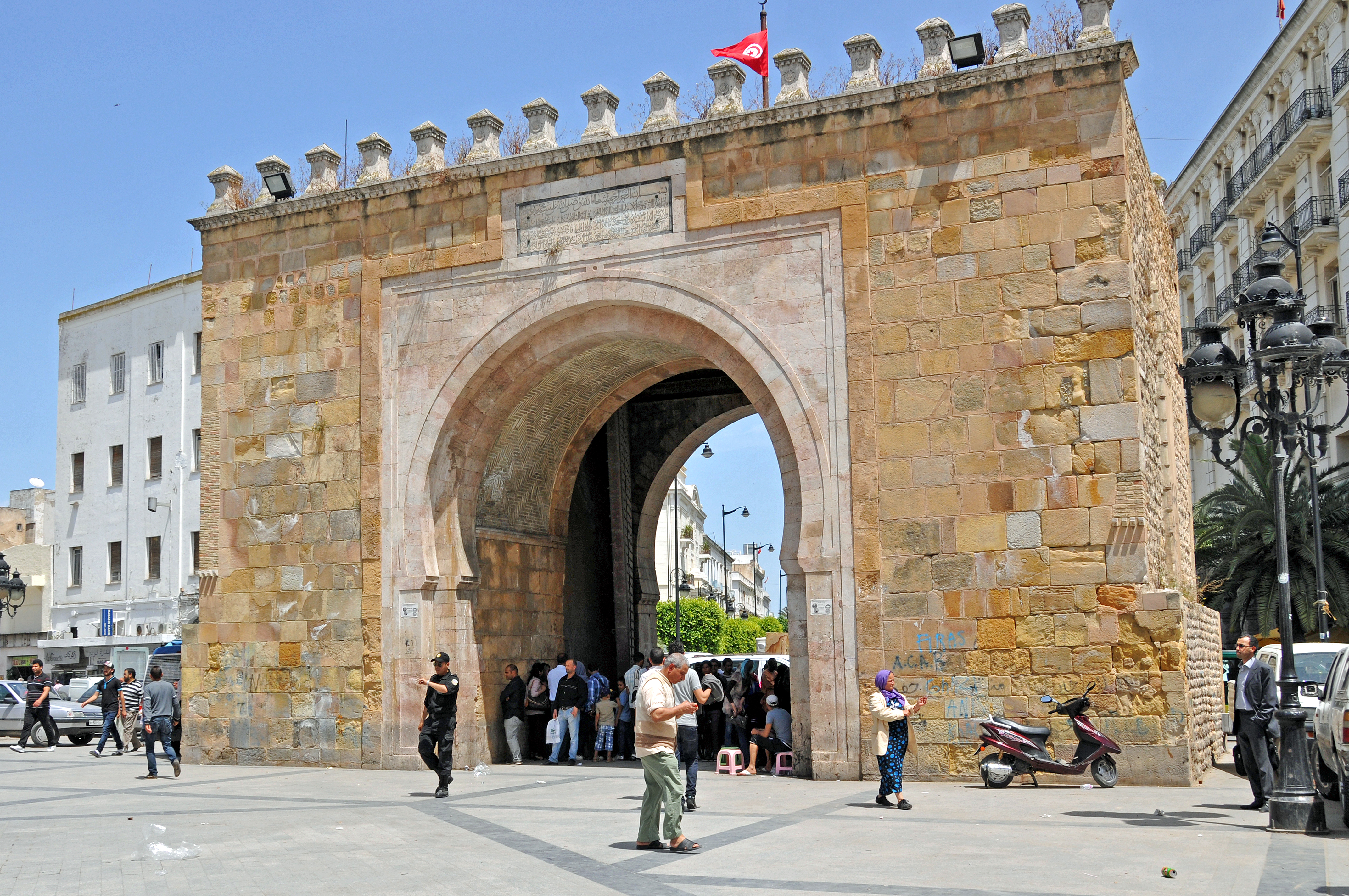
مدينة تونس العتيقة

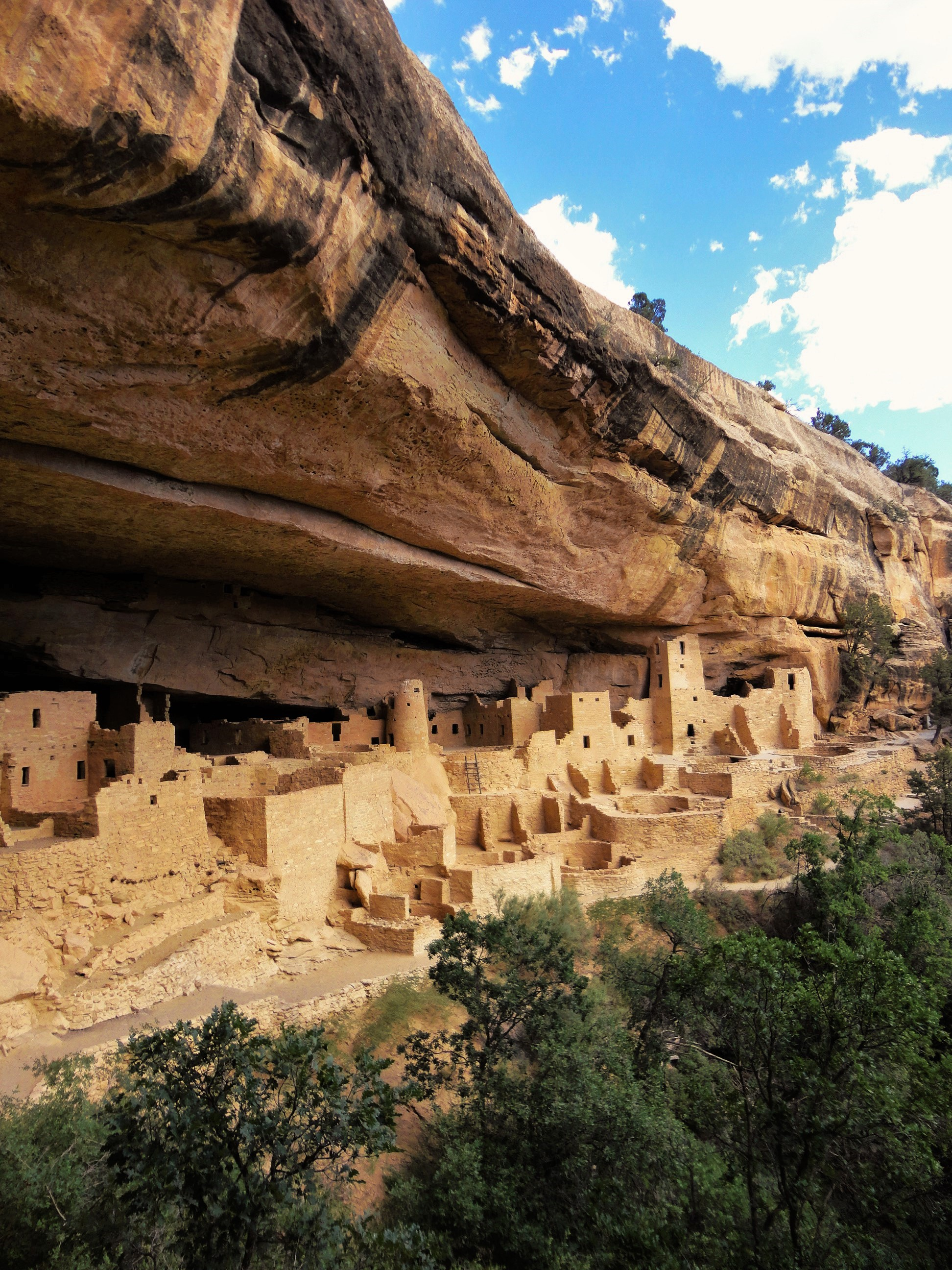
محمية ميسا فيردي الوطنية

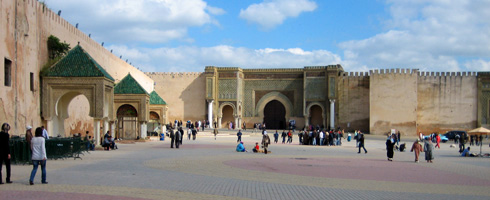
مدينة مكناس التاريخية

في ختام البرنامج سنة 2017، كان هناك 150 موقعا للتراث العالمي في نطاقه موزعين على النحو التالي:
1. قصر الحمراء، جنة العريف، غرناطة
2. قصور وادان وشنقيطي وتشيت ووالاتا القديمة
3. مدينة دمشق القديمة
4. مدينة بينغ ياو القديمة
5. طيبة
6. انغكور
7. أنتيغوا غواتيمالا
8. المواقع الأثرية في موهينجو دارو
9. موقع قرطاج الأثري
10. موقع وليلي الأثري
11. كاساس غراندس [الإنجليزية]
12. المباني التقليدية الخاصة بشعب أسانتي
13. آشور (قلعة الشرقاط)
14. حي الطريف في الدرعية
15. قلعة بهلاء
16. بم ومشهدها الثقافي
17. التلال التاريخية - مجدو، حاصور، بئر السبع
18. الآثار البوذية في منطقة هوريو-جي [الإنجليزية]
19. موقع كاهوكيا تلال الدولة التاريخي
20. قناة دو ميدي
21. عواصم ومقابر مملكة كوغوريو القديمة [الإنجليزية]
22. الكاتدرائية، قصر والأرشيف العام لجزر الهند [الإنجليزية] في إشبيلية
23. محمية تشاكو كالتشر التاريخية الوطنية
24. منطقة تشان تشان الأثرية
25. مجمع قصر تشانغديوك
26. كنائس وأديرة غوا [الإنجليزية]
27. مدينة كوسكو
28. مدينة بوتوسي
29. مدينة كيتو
30. مدينة زعفرانبول
31. حدائق سوجو التقليدية
32. منحدرات باندياغارا الصخرية
33. منطقة البن الكولومبية [الإنجليزية]
34. مقابر جوجوريو [الإنجليزية]
35. كورو ومينائها [الإنجليزية]
36. المشهد الثقافي والبقايا الأثرية لوادي باميان
37. المواقع الثقافية في العين (حفيت، هيلي، بدع بنت سعود ومناطق الواحات)
38. تحصينات فوبان [الإنجليزية]
39. حدود الإمبراطورية الرومانية
40. فوجيان تولو
41. مناطق كيونغجو التاريخية [الإنجليزية]
42. معبد هاينسا [الإنجليزية]
43. هرر جوغول، المدينة التاريخية المحصنة
44. مملكة الحضر
45. قلعة هيميجي
46. المركز التاريخي لمدينة بخارى
47. المركز التاريخي لمدينة كاماغوي
48. المركز التاريخي لقرطبة
49. المركز التاريخي لمدينة يابرة
50. المركز التاريخي لمدينة غيماراييس
51. المركز التاريخي لليما
52. المركز التاريخي لموريليا
53. المركز التاريخي لأواخاكا والموقع الأثري لمونتي ألبان
54. المركز التاريخي لأوبورتو وجسر دوم لويس الأول [الإنجليزية] ودير سيرا دو بيلار [الإنجليزية]
55. المركز التاريخي لبويبلا
56. المركز التاريخي لسلفادور دي باهيا
57. المركز التاريخي لسانتا آنا دي لوس ريوس دي كوينكا
58. سانتا كروز دي مومبوكس [الإنجليزية]
59. المركز التاريخي لساو لويس
60. المركز التاريخي لشاخريسيابز
61. المركز التاريخي لمدينة ديامانتينا
62. مدينة غوياس القديمة
63. المركز التاريخي لمدينة أوليندا
64. المركز التاريخي لزاكاتيكاس
65. مدينة مكناس التاريخية
66. مدينة سوكري التاريخية
67. قصر بوتالا
68. المعالم التاريخية لمدينة كيوتو القديمة [الإنجليزية]
69. المعالم التاريخية في نارا القديمة
70. منطقة المعالم التاريخية في كويريتارو
71. الحي التاريخي لمدينة كولونيا ديل ساكرامنتو
72. الحي التاريخي لمدينة فالبارايسو الساحلية
73. موقع ليون التاريخي
74. مدينة غواناخواتو التاريخية والمناجم المجاورة
75. مدينة أورو بريتو التاريخية
76. مدينة سوخوثاي التاريخية والمدن التاريخية المرتبطة بها [الإنجليزية]
77. مدينة زبيد التاريخية
78. القرى التاريخية في كوريا: هاهوي ويانغدونغ [الإنجليزية]
79. قريتا شيراكاوا-غو وغوكاياما التاريخيتان [الإنجليزية]
80. جزيرة موزمبيق
81. قلعة إيجان
82. ضريح إيتسوكوشيما شنتو
83. ضريح جونغميو
84. موقع خويا دي سيرين الأثري
85. قصبة الجزائر العاصمة
86. وادي كاتماندو
87. كوتاماكو، أرض باتاماريبا
88. قصبة آيت بن حدو
89. كهنه غرغانج
90. كاتدرائية ليون
91. وادي مزاب
92. ضريح إمبراطور تشين الأول [الإنجليزية]
93. مدينة فاس
94. مدينة مراكش العتيقة [الإنجليزية]
95. مدينة سوسة
96. مدينة تونس
97. ميدان نقش جهان
98. منف ومقبرتها – حقول الأهرامات من الجيزة إلى دهشور
99. حديقة ميسا فيردي الوطنية
100. مئذنة جام
101. كهوف موغاو
102. جبل ووتاي [الإنجليزية]
103. تييرادينترو [الإنجليزية]
104. مدينة صنعاء القديمة
105. هافانا القديمة ونظام تحصينها
106. المدينة القديمة في كاسيريس [الإنجليزية]
107. مدينة غالي القديمة وتحصيناتها
108. مدينة غدامس القديمة
109. البلدة القديمة لليجيانج
110. مدن جنة القديمة
111. مدينة شبام القديمة
112. أوسون أوسوغبو [الإنجليزية]
113. حصون نيسا البارثية
114. تخت جمشيد
115. الميناء والحصون ومجموعة من المعالم الأثرية، قرطاجنة
116. مدينة تيوتيهواكان
117. محمية مدينة سان ميغيل وملاذ أتوتونيلكو [الإنجليزية]
118. موقع بروتو الحضري في سارازم
119. بروفينس، مدينة معارض العصور الوسطى
120. مدينة كركوان البونية ومقبرتها
121. قلعة البحرين – الميناء القديم وعاصمة دلمون
122. الكنائس المحفورة في صخر لاليبلا
123. التلة الملكية في أمبوهيمنغا
124. القصور الملكية في أبومية
125. المقابر الملكية لسلالة جوسون [الإنجليزية]
126. أطلال ليون فيجو [الإنجليزية]
127. أطلال لوروبيني
128. مدينة كارال سوب المقدسة
129. سمرقند – مفترق طرق الثقافات
130. مدينة سامراء الأثرية
131. ملاذ بوم جيسوس دو كونجونهاس [الإنجليزية]
132. مغارة سوكغورام ومعبد بلجوكسا
133. أضرحة ومعابد نيكو [الإنجليزية]
134. نظام شوشتر الهيدروليكي التاريخي
135. سلطانية
136. حديقة الدولة التاريخية والثقافية '’ميرف القديمة'’
137. موقع سوكور الثقافي [الإنجليزية]
138. مجمع بازار تبريز التاريخي
139. تخت سليمان
140. تاوس بويبلو
141. تشوغا زانبيل
142. سور الصين العظيم
143. الحديقة الفارسية
144. تمبكتو
145. قبر أسكيا
146. مقابر ملوك بوغندا في كاسوبي
147. فالي دي لوس إنجينيوس [الإنجليزية]
148. وادي فينياليس [الإنجليزية]
149. المدينة القديمة (باكو)
150. قصر ينكسو [الإنجليزية]